# Aleksander Bursche
Aleksander Bursche (ur. 11 lutego 1956 w Warszawie) – polski archeolog, prof. dr hab., badacz monet Cesarstwa Rzymskiego, związany zawodowo z Instytutem Archeologii Uniwersytetu Warszawskiego, specjalizujący się w okresie wpływów rzymskich, okresie wędrówek ludów oraz w zagadnieniach związanych z problematyką kontaktów świata antycznego z Barbaricum. Wiceprzewodniczący Rady Programowej Centrum Nauki Kopernik i przewodniczący rady konsorcjum humanistyki cyfrowej DARIAH-PL. Członek Korespondent Niemieckiego Instytutu Archeologicznego (Deutsches Archäologisches Institut).

## Życiorys
Od 1980 pracuje w Instytucie Archeologii UW, jest kierownikiem Zakładu Kontaktów Świata Śródziemnomorskiego z Barbaricum. Jako visiting professor na Uniwersytecie Chrystiana Albrechta w Kilonii, Institute for the Study of the Ancient World, New York University i American Numismatic Society w Nowym Jorku oraz redaktor czasopisma Antiquity wydawanego w Cambridge.
Uczestniczył w przeszło dwudziestu ekspedycjach wykopaliskowych w Polsce i za granicą, w tym na Hayling Island (Wielka Brytania), na Olandii (Szwecja) i w Akrai (Sycylii). Kierował misją archeologiczną na nekropolii kultury wielbarskiej w Krośnie w gminie Pasłęk.
Współtwórca i współorganizator Festiwali Archeologicznych w Biskupinie. Współautor koncepcji objazdowej wystawy archeologicznej (2017–2020) Barbarzyńskie tsunami. Okres wędrówek ludów w dorzeczu Odry i Wisły.
Autor prac naukowych w tym Roman Empire and Central European Barbaricum in the 3rd and 4th centuries A.D. Numismatic Evidence, 1988.
W 2014 odznaczony przez Prezydenta RP Bronisława Komorowskiego Krzyżem Kawalerskim Orderu Odrodzenia Polski: za wybitne osiągnięcia w badaniach i edukacji archeologicznej oraz w ochronie i promocji polskiego dziedzictwa kulturowego.